# Pinós
Pinós là một đô thị trong tỉnh Lleida, cộng đồng tự trị Cataluña Tây Ban Nha. Đô thị Pinós có diện tích là 104,3 ki-lô-mét vuông, dân số năm 2009 là 315 người với mật độ 1,02 người/km². Đô thị Pinós có cự ly km so với tỉnh lỵ Lleida.